# Wojsko polskie (organizacja konspiracyjna)
Tzw. wojsko polskie – tajne patriotyczne związki młodzieży w Galicji organizowane od 1880 roku. 
Kółka młodzieżowe Orzeł Biały, Gwiazda i inne organizowane były głównie we Lwowie pod kierownictwem Agatona Gillera i Mieczysława Weryhy Darowskiego. Zajmowały się kolportażem litografowanych odezw, broszur i śpiewników. Zachowywały trójstopniowość wtajemniczenia, dzieląc się na koła piątkowe, później dziesiątkowe. W 1886 roku miał miejsce proces Zygmunta Sulimirskiego i jego 13 towarzyszy z organizacji Orzeł Biały.